# 尼德峰
46°42′39″N 7°46′24″E / 46.71083°N 7.77333°E

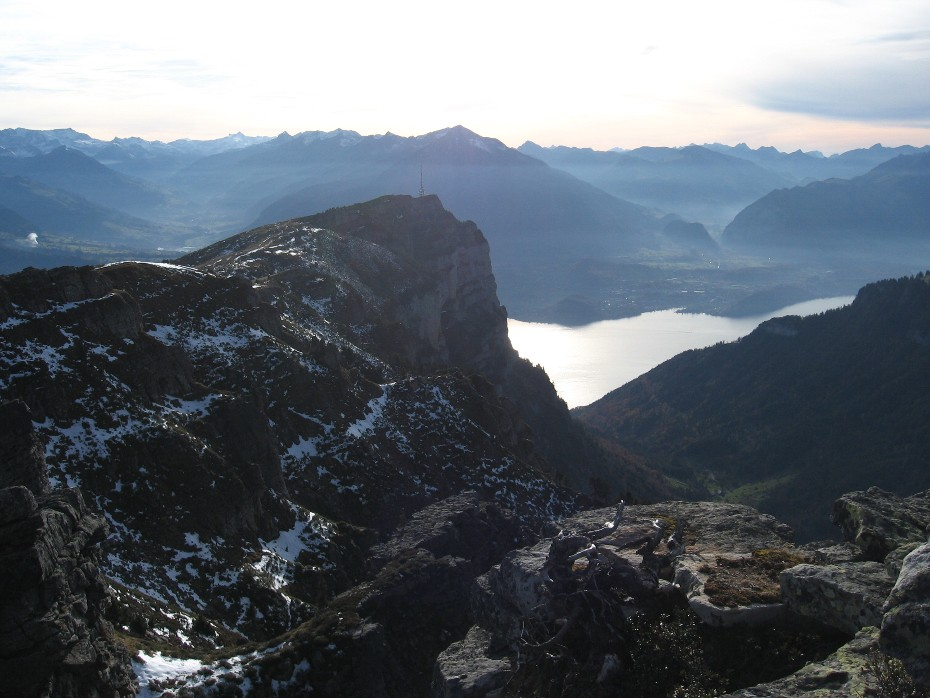

尼德峰（德語：Niederhorn）是瑞士的山峰，位於該國中部，由伯恩州負責管轄，屬於埃默河谷山的一部分，該山峰海拔高度1,963米，每年平均降雨量1,703毫米。